# Gongbusaurus wucaiwanensis
Gongbusaurus wucaiwanensis es una especie del género extinto Gongbusaurus de dinosaurio ornitópodo hipsilofodóntido que vivió a finales del período Jurásico, hace aproximadamente 156 millones de años, en el Oxfordiano, en lo que es hoy Asia. Sus restos se encontraron en la Formación Shishugou de Xinjiang, China.
" Eugongbusaurus " es el nombre informal dado a este fósil, la "especie tipo", "Eugongbusaurus wucaiwanensis", fue descrita por Dong Zhiming a partir de dos esqueletos parciales como segunda especie del taxón diente llamado Gongbusaurus. Los esqueletos fragmentarios IVPP 8302, del espécimen para la nueva especie incluyen una mandíbula inferior, tres vértebras y un miembro posterior parcial. El segundo espécimen IVPP 8303 consiste en dos vértebras sacras ocho de la cola y dos patas enteras. Dong estima que midieron entre 1,3 y 1,5 metros de largo y que eran animales corredores asignando al género Gongbusaurus aHypsilophodontidae, una oscura familia de pequeños herbívoros bípedos.
Debido a que los dientes son raramente diagnósticos, se ha sugerido que se le dé su propio género a "G. wucaiwanensis., allí es donde aparece "Eugongbusaurus" como posible reemplazo, este fue usado accidentalmente por el público, pero se lo considera informal y por lo tanto inválido.